# Internationale Wochen gegen Rassismus
Die Internationalen Wochen gegen Rassismus sind Aktionswochen der Solidarität mit den Gegnern und Opfern von Rassismus, die alljährlich  um den 21. März, dem Internationalen Tag gegen Rassismus, stattfinden.

## Hintergrund
Am 21. März 1960 demonstrierten rund 20.000 Menschen im südafrikanischen Sharpeville in der damaligen Provinz Transvaal nahe Johannesburg friedlich gegen die diskriminierenden Passgesetze (die Folgen des Native Urban Areas Act und andere Gesetze) des damaligen Apartheid-Regimes. Die Polizei erschoss bei den Protesten 69 Demonstrierende, mindestens 180 wurden verletzt. Dieses Blutbad ging als Massaker von Sharpeville in die Geschichte ein.
Sechs Jahre später rief die Generalversammlung der Vereinten Nationen in der Resolution 2142 (XXI) „Elimination of all forms of racial discrimination“ den 21. März zum Internationalen Tag für die Beseitigung der Rassendiskriminierung aus. Rassistische Diskriminierung und Apartheid, so heißt es in der Resolution, seien eine Verleugnung der Menschenrechte und fundamentaler Freiheiten und Gerechtigkeit sowie ein Vergehen an der Menschenwürde.
1979 wurde dieser Gedenktag durch die Einladung der Vereinten Nationen an ihre Mitgliedsstaaten ergänzt, eine alljährliche Aktionswoche der Solidarität mit den Gegnern und Opfern von Rassismus zu organisieren (Beschluss der Generalversammlung (3424) im Rahmen der ersten UN-Dekade zur Bekämpfung von Rassismus und Rassendiskriminierung (1973–1983)).

## Aktivitäten in Deutschland
In Deutschland wurden die Aktivitäten um die Internationale Woche gegen Rassismus bzw. den Internationalen Tag gegen Rassismus seit seiner Gründung durch Jürgen Micksch 1994 vom Interkulturellen Rat in Deutschland e.V. koordiniert. Der Interkulturelle Rat gab Anregungen für Veranstaltungen und Themen, vernetzte Aktive und Interessierte, dokumentierte die deutschlandweit stattfindenden Veranstaltungen und machte durch Presse- und Öffentlichkeitsarbeit das gesellschaftliche Engagement während der Aktionswochen sichtbar.
Bis zum Jahr 2007 wurden die Aktivitäten in Deutschland in einer Woche gebündelt. Auf Grund der Vielzahl der Veranstaltungen und der steigenden Beteiligung hat der Interkulturelle Rat erstmals im Jahr 2008 den Aktionszeitraum ausgeweitet und die Internationalen Wochen gegen Rassismus ausgerufen.

### Stiftung für die Internationalen Wochen gegen Rassismus
Der Interkulturelle Rat hat am 6. Mai 2014 die Stiftung für die Internationalen Wochen gegen Rassismus (kurz: Stiftung gegen Rassismus) eingerichtet. Sie plant und koordiniert seit 2016 die jährlichen UN-Wochen gegen Rassismus. Die Veranstaltungen werden online in einem Veranstaltungskalender zusammengestellt, ausgewertet und dokumentiert. Zusätzlich führt die Stiftung Modellprojekte durch, die das Ziel haben, zur Überwindung von Antisemitismus, Antiziganismus, „antimuslimischem Rassismus“ oder Rassismus gegenüber Menschen anderer Hautfarbe und Flüchtlingen beizutragen. Mit dem Projekt „Prominent gegen Rassismus“ wurden anerkannte Persönlichkeiten des öffentlichen Lebens gewonnen, um sich bei Veranstaltungen vor Ort zu engagieren und ein sichtbares Zeichen gegen Rassismus und Ausgrenzung zu setzen. Weitere Projekte sind „Engagiert gegen Rassismus“ und „Religionen laden ein. Solidarisch gegen Antisemitismus, Rassismus und Gewalt“. Ein abgeschlossenes Projekt ist der Videowettbewerb „Aus meiner Sicht“. Dafür wurden Geflüchtete dazu aufgerufen, in selbst produzierten Kurzvideos über ihr Leben und ihre Erfahrungen zu sprechen.
Vorsitzende des Stiftungsrates ist Filiz Polat MdB. Geschäftsführender Vorstand ist Jürgen Micksch und Vorstandssprecherin Halima Gutale.

### Materialien
Die Stiftung gegen Rassismus erarbeitet jährlich für die Internationalen Wochen gegen Rassismus umfangreiche Informations- und Mobilisierungsmaterialien.
Diese umfassen unter anderem Mobilisierungsflyer in verschiedenen Sprachen, Aktionsplakate, ein Materialheft mit zielgruppenorientierten Informationen und redaktionellen Fachartikeln, zielgruppenspezifische Handzettel sowie aktuelle Publikationen zu gesellschaftspolitisch relevanten Themen.

### Veranstaltungen
Seit dem Jahr 2001 ist ein kontinuierlicher Anstieg der Veranstaltungen während der Internationalen Wochen gegen Rassismus zu verzeichnen. Im März 2019 gab es rund 1.850 Veranstaltungen. Außerdem fanden 2019 über 1.700 Freitagsgebete zu den Aktionswochen statt. Mehr als zwei Drittel der Aktivitäten wurden im Rahmen von Veranstaltungsprogrammen der Städte und Kommunen durchgeführt. Darüber hinaus beteiligen sich vor allem Schulen, Volkshochschulen, Sportvereine, Religionsgemeinschaften, Gewerkschaften, Betriebe, Wohlfahrtsverbände und lokale Initiativen an den Internationalen Wochen gegen Rassismus.
Durch die Corona-Pandemie konnten im Jahr 2020 nur wenige Veranstaltungen stattfinden. Im März 2024 gab es über 3.000 Veranstaltungen und über 2.000 religiöse Feiern, die meisten davon als Freitagsgebete.

### Kooperationspartner und Unterstützer
Zu den über 70 Kooperationspartnern und Unterstützern der Internationalen Wochen gegen Rassismus zählen zahlreiche Kommunen und Religionsgemeinschaften, der Deutsche Fußball-Bund und der DOSB, Gewerkschaften und Unternehmen, die Volkshochschulen und viele weitere gesellschaftlich relevante Akteure: Über 140 Aktionsgruppen unterstützen die UN-Wochen sowie über 80 prominente Persönlichkeiten. Im Rahmen von „Engagiert gegen Rassismus“ wirken über 200 Personen mit.

### Finanzierung
Das Projekt finanziert sich aus öffentlichen, zivilgesellschaftlichen und gewerblichen Zuwendungen sowie aus privaten Spenden.

## Aktivitäten in Europa
Die europaweiten Aktivitäten zu den Internationalen Wochen gegen Rassismus werden seit 1993 von dem pan-europäischen Netzwerk UNITED for Intercultural Action koordiniert. Seit 2021 regt das Projekt „Solidarisches Europa. Zusammen gegen Rassismus“ der Stiftung für die Internationalen Wochen gegen Rassismus europäische Initiativen an.